# Bụp tia
Bụp tia (danh pháp hai phần: Hibiscus radiatus) là một loài thực vật có hoa trong họ Cẩm quỳ. Loài này được Cav. mô tả khoa học đầu tiên năm 1787.